# Rodolphe de Maistre
Anne Amédée André Rodolphe de Maistre (Chambéry, 22 settembre 1789 – Borgo Cornalese, 5 febbraio 1866) è stato un generale italiano, particolarmente distintosi nel corso della guerre napoleoniche al servizio dell'Impero russo dello zar Alessandro I. Dopo la restaurazione del 1814 rientrò in Italia per prestare servizio nell'Armata Sarda. Comandante delle Divisioni militare di Alessandria e di Genova, e nel 1837  governatore e comandante militare di Nizza, nel 1846 re Carlo Alberto lo insignì del Collare dell'Ordine supremo della Santissima Annunziata.

## Biografia
Nacque a Chambéry il 22 settembre 1789, figlio del conte Giuseppe Maria e di Francesca Margherita de Morand de Saint-Sulpice (1759-1839). La sua famiglia era originaria della contea di Nizza, suo nonno paterno François-Xavier (1705-1789), si stabilì definitivamente in Savoia come secondo presidente del Senato di Savoia. Suo nonno materno, Jean-Pierre de Morand (1703-1759) era colonnello del Reggimento provinciale del Chiablese. Aveva due sorelle, Adèle, la maggiore, e Constance, la minore. Il 20 settembre 1792, con l'invasione francese della contea di Nizza e l'avvicinarsi del nemico, al comando del generale Anne-Pierre de Montesquiou-Fézensac, la contessa de Maistre abbandonò i suoi possedimenti, portando con sé i due figli maggiori, rispettivamente di 5 e 3 anni, e partì per Moûtiers dove si unì al cognato, il canonico André de Maistre, in attesa del marito. La famiglia Maistre si rifugiò nella città di Aosta, poi ritornò a Chambéry, passando in pieno inverno, sotto la neve, per il passo del Gran San Bernardo. Nel 1793, sotto il regime del Terrore imposto dai rivoluzionari francesi, il patrimonio di famiglia venne venduto come proprietà nazionale, e la sua famiglia partì per raggiungere Torino, poi Losanna.
Nel 1805 suo padre, ministro plenipotenziario del Re di Sardegna in Russia, lo fece arrivare a San Pietroburgo per svolgere l'incarico di segretario della legazione. Nel 1807 si arruolò nell'esercito imperiale russo come ufficiale del Reggimento dei cavalieri della guardia. Combatté a Friedland, (1807), Smolensk, alla Moscova, a Beresina (1812), che allo stesso tempo era il principe Golicyn Dresda e Lipsia (1813).  Venne insignito della spada d'onore dallo zar e della Croce di Cavaliere dell'Ordine di San Vladimiro, ed inoltre decorato con la Croce di Cavaliere dell'Ordine di San Luigi e di quella Pour le Mérite di Prussia. Dopo la restaurazione dei Savoia nel 1814 entrò nell'Armata Sarda con il grado di maggiore, venendo promosso tenente colonnello nel 1815. Il 7 dicembre 1816 fu nominato Aiutante Generale presso la Divisione militare di Novara, e fu promosso colonnello il 21 gennaio 1819. Venne nominato capo di Stato Maggiore della Divisione di Novara, allora al comando di La Tour, il 30 settembre 1820. Dopo i moti rivoluzionari del 1821 fece parte della commissione d'inchiesta incaricata di giudicare il comportamento degli Ufficiali (27 aprile 1821), passando con l'incarico di capo di Stato Maggiore alla Divisione di Genova il 7 luglio dello stesso anno.  Fu posto a disposizione del Ministero della Guerra il 26 ottobre 1822. Il 2 settembre 1823 fu assegnato allo Stato Maggiore  della Divisione militare di Alessandria, di cui assunse il comando ad interim il 2 settembre 1824. Lasciò tale incarico nel dicembre 1825, per assumere quello di primo ufficiale della segreteria degli affari esteri il 19 dicembre dello stesso anno. Promosso maggior generale l'8 dicembre 1830, divenne comandante della Divisione militare di Genova. Il 29 ottobre 1831 fu elevato al rango di tenente generale, e nel 1837 nominato governatore e Comandante militare di Nizza. Promosso generale d'Armata, e nominato Collare dell'Ordine supremo della Santissima Annunziata, lasciò l'incarico di governatore di Nizza il 9 febbraio 1848, venendo posto in pensione il 13 novembre 1849. Ritiratosi a vita privata si spense a Borgo Cornalese il 5 febbraio 1866.

## Pubblicazioni
- Trente jours de la révolution piémontaise, Paris, 1822.
- Quatre chapitres inédits sur la Russie par le Comte Joseph de Maistre publiés par son fils le Comte Rodolphe de Maistre, Paris, 1853.

### Annotazioni
1. ↑  Arrivato nella Capitale imparò rapidamente la lingua russa e lavorò come traduttore per il padre.
2. ↑  Durante la battaglia di Borodino prestava servizio come tenente del reggimento di cavalleria delle guardie imperiali, nella posizione di aiutante anziano del Comandante della 1ª Divisione Corazzieri, che era anche Comandante della cavalleria della 2ª Armata, il tenente generale principe Dmitrij Vladimirovič Golicyn.

### Fonti
1. 1 2 3 4 5 6 7 8 9 10 11 12  Ilari, Shamà 2008, p. 190.
2. 1 2 3 4 5 6 7  Lo Faso di Serradifalco 2016, p. 267.
3. ↑  Barthelet 2005, p. 854.
4. ↑   François Descostes, Joseph de Maistre avant le Révolution. Souvenirs de la société d'autrefois (1753-1793), Alphonse Picard et fils, éditeurs, Paris,1893.
5. ↑  Anne de Maistre-Petit, Rodolphe de Maistre et les siens. Mémoire de Maîtrise, Université de Nice, Nice, 1993.